# Christus medicus

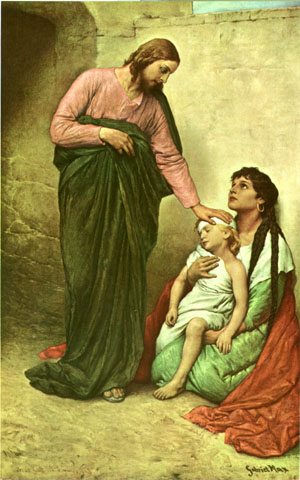
Gabriel von Max, Jesus heilt die Kranken

Christus medicus („Christus der Arzt“) ist ein christlicher Titel für Jesus Christus. In dieser Bezeichnung wird die Funktion des Heilers und Arztes (lateinisch médicus, griechisch ἰατρός iatrós) mit der des Retters und Erlösers (lateinisch salvátor, griechisch σωτήρ sotēr, deutsche Lehnübersetzung Heiland) und so der leibliche mit dem seelischen, der zeitliche mit dem ewigen Aspekt seines Wirkens zusammengesehen.

## Überlieferung

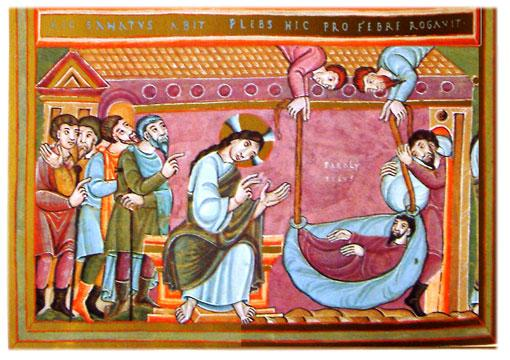
Codex Aureus, Heilung des Gelähmten

Im Hintergrund steht dabei der alttestamentliche Glaube an Gott als den Herrn über Krankheit, der diese dem Einzelnen („Ich bin der Herr, dein Arzt“ Ex 15,26 ), wie der Gemeinschaft („Ich…kann töten und lebendig machen; ich kann schlagen und kann heilen, und ist niemand, der aus Meiner Hand errette“ Dtn 32,39 ) zuteilen und entziehen kann.
Jesu Heilungstätigkeit wurde als „ärztliches Wirken“ wahrgenommen. Heilungen zählten von Anbeginn zur Praxis der christlichen Gemeinde, wie es Origenes (185–254) oder Clemens von Alexandrien (150–215) zeigen. Im Neuen Testament taucht der Medicustitel selbst noch nicht auf, jedoch verwendeten die Apologeten und Kirchenväter schon früh den Titel des Arztes für Jesus, zuerst Ignatius von Antiochien († ca. 117; „Einen Arzt gibt es, Jesus Christus, unseren Herrn.“), gefolgt von Augustinus von Hippo und anderen Kirchenvätern. Besonders im 5. Jahrhundert fasste man Jesu Wirken in ärztlichen Kategorien.

## Christus und Asklepios
Die Bedeutung des Titels Christus Medicus erstarkte durch die Konkurrenz mit dem Asklepioskult der altgriechischen Medizin, der sich als Äskulap, der Deus Clinicus im römischen Reich, als wunderwirkender Retter und Heiler (σωτήρ sotēr) etabliert hatte. Man sah in Jesu Zuwendung zu Leidenden und Armen einen Gegensatz zu Asklepios, der Distanz zu unheilbar Kranken hielt, und Geld und Opfergabe für Heilungen erwarte. Bald manifestierte sich das Christentum als „Religion der Heilung“ auch sichtbar: An der Stelle der Asklepieien errichtete man vielfach christliche Kirchen.

## Mittelalter und Neuzeit
Während im Westen körperlicher und geistlicher Bereich – Heilung und Heil – allmählich voneinander getrennt wurden, wurden beide Bereiche in der östlichen Kirche und Liturgie weiter als zusammengehörig aufgefasst. Ab dem 13. Jh. untersagte man Priestern eine Betätigung als Arzt. Martin Luther (1483–1546) griff die Vorstellung von Christus dem Arzt wieder auf und verstand Heil und Heilung als Ganzheit, das Abendmahl sah er als „Arznei für Leib und Seele“. Ebenso begriff Teresa von Avila (1515–1582) die Sakramente als zu Heilung und Heil weisend.
Ein Leitgedanke der mittelalterlichen Klostermedizin war, beim Bau von Hospitälern Krankensäle und Kapellen räumlich eng zu verbinden, so dass die Kranken unmittelbar am Gottesdienst teilnehmen konnten.
Zu den letzten Medizinern mit einem Bezug auf den Christus Medicus zählte Paracelsus (1493–1541), der die Heilkunst der Barmherzigkeit Gottes zuschrieb. Kirchliche Hospitäler richteten ihre caritas zunehmend auf die Jenseitsvorbereitung der Patienten aus. Die Praxis der Heilung und körperlichen Rehabilitation überließ man der sich auch religiös emanzipierenden Schulmedizin.
Gegenwärtig werden in unterschiedlichen Gruppierungen die Krankensalbung und besonders im Bereich charismatischer und freier christlicher Gemeinden Heilungsgottesdienste praktiziert.

## Der Christus Medicus in Ikonografie und Kunst
Bereits in der frühchristlichen Kunst des 4./5. Jh. widmete man sich dem Motiv der Heilungswunder. Auf Grabstätten oder Sarkophagen finden sich vielfältige neutestamentliche Heilungsdarstellungen (des Gichtbrüchigen, Blinden, Aussätzigen oder der blutflüssigen Frau). Das Motiv des heilenden Christus zog sich bis ins 16. und 17. Jh., wo es etwa als Christus der Apotheker (Christus apothecarius), auch angelehnt an das Christus-Wort „Kommet alle zu mir, die ihr mühselig und beladen seid. Ich will euch erquicken“ im Matthäus-Evangelium, vor allem in der Volksfrömmigkeit populär war. Auch Christusdarstellungen als Arzt mit dem typischen Harnglas (als Instrument der Uroskopie) waren verbreitet.
Im Kirchenlied fand das Motiv des Christus medicus seinen Niederschlag wie in Samuel Rodigasts (1649–1708): Was Gott tut, das ist wohlgetan: Er, als mein Arzt und Wundermann,/ Wird mir nicht Gift einschenken / Für Arzenei; Gott ist getreu (EG 372) oder Ludwig Helmbolds (1532–1598): Nun lasst uns Gott dem Herren „Ein Arzt ist uns gegeben, der selber ist das Leben; Christus für uns gestorben“ (EG 320).